# Metafilms
 (décembre 2021).
Metafilms est une compagnie de production cinématographique fondée à Montréal en mai 2003 par Sylvain Corbeil et Pascal Bascaron. En 2010, la productrice Nancy Grant se joint à eux.

## Filmographie

### Courts-métrages
- 2004 : Le Pont, Guy Édoin
- 2004 : Corps étrangers, Simon Lavoie
- 2004 : Quelques éclats d'aube, Simon Lavoie
- 2006 : Les Eaux mortes, Guy Édoin
- 2006 : Le silence nous fera échos, Mathieu Denis
- 2007 : L'Appel du vide, Albéric Aurtenèche
- 2007 : L'Écouteur, Kester Dyer
- 2007 : Code 13, Mathieu Denis
- 2007 : La Battue, Guy Édoin
- 2008 : Reviens-tu ce soir, Geneviève Albert
- 2010 : M'ouvrir, Albéric Aurtenèche
- 2010 : Félix et Malou, Sophie Dupuis
- 2010 : Cinéma des aveugles, Daniel Canty
- 2010 : Le Tableau des départs, Daniel Canty
- 2011 : Plus rien ne vouloir, Anne Émond
- 2012 : Faillir, Sophie Dupuis
- 2012 : Longuay, Daniel Canty
- 2012 : Acrobat, Edouardo Menz
- 2013 : La Tête en bas, Maxime Giroux
- 2013 : Quelqu'un d'extraordinaire, Monia Chokri
- 2013 : Jeu d'enfant, Emilie Lemay

### Moyens-métrages
- 2004 : Un chapelle blanche, Simon Lavoie
- 2010 : Les Lignes ennemies, Denis Côté

### Longs-métrages
- 2011 : Laurentie de Simon Lavoie et Mathieu Denis
- 2011 : Nuit #1 d'Anne Émond
- 2012 : Bestiaire (documentaire) de Denis Côté
- 2012 : Le Torrent de Simon Lavoie
- 2013 : Vic+Flo ont vu un ours de Denis Côté
- 2013 : Diego Star de Frédérick Pelletier
- 2014 : Que ta joie demeure (documentaire) de Denis Côté
- 2014 : Mommy de Xavier Dolan
- 2014 : Félix et Meira de Maxime Giroux
- 2015 : Les Êtres chers d'Anne Émond
- 2016 : Maudite Poutine de Karl Lemieux
- 2016 : Boris sans Béatrice de Denis Côté
- 2018 : La Grande Noirceur de Maxime Giroux
- 2019 : L'État sauvage de David Perrault
- 2019 : La Femme de mon frère de Monia Chokri
- 2019 : Jeune Juliette d'Anne Émond
- 2020 : Sisterhood (documentaire) de Maxime Faure
- 2021 : Damascus Dreams (documentaire) d'Emilie Serri
- 2021 : La Contemplation du mystère de Alberic Aurteneche
- 2022 : Un été comme ça de Denis Côté
- 2022 : Rojek (documentaire) de Zaynê Akyol
- 2023 : La Garde blanche (documentaire) de Julien Elie[2]
- 2023 : Le Successeur de Xavier Legrand[3]
- 2023 : Simple comme Sylvain de Monia Chokri[4]
- 2024 : Okurimono (documentaire) de Laurence Lévesque[5]
- 2024 : Le Plein Potentiel (documentaire) d'Annie St-Pierre[6]
- 2024 : Une langue universelle de Matthew Rankin[7]